# 謗法
謗法（ほうぼう、ぼうほう）は、誹謗正法（ひぼうしょうぼう）の略で、日本の仏教、あるいは一部の宗派間で使われる用語である。
“誹謗正法”とは、仏教の正しい教え（正法）を軽んじる言動や物品の所持等の行為を指す。誹・謗とは“そしる”、つまり貶（けな）す、腐（くさ）す、非難するなど、悪く罵（ののし）ることである。
成仏しない、つまり謗法ということになる。

## 十四誹謗（じゅうしひぼう）
湛然の十四誹謗の説に依拠して、「わが宗のどんな高僧や大檀那と称される人でも凡夫である以上完璧はありえず、日々、無数の謗法を犯しているのである。ましてや高僧でも大檀那でもない自分ごとき者は、信仰に対する慢心や油断等を厳に慎んでいかねばならない」といった内省的観点からこの言葉が説かれる場合もある。『法華文句記』巻6に説く。
- 憍慢（きょうまん） - 増上慢と同義。慢心。おごり高ぶり仏法を侮ること。
- 懈怠（けたい） - 仏道修行を怠ること。
- 計我（けいが） - 我見と同義。人間我に執着し、自分考えで仏法を判断すること。
- 浅識（せんしき） - 自身の浅はかな知識によって正法を否定すること。
- 著欲（じゃくよく） - 欲望に執着して仏法に不信すること。
- 不解（ふげ） - 仏法を理解しようとせず自己満足すること。
- 不信（ふしん） - 仏法を信じないこと。
- 顰蹙（ひんしゅく） - 顔をしかめて仏法を非難すること。
- 疑惑（ぎわく） - 仏法を疑い惑うこと。
- 誹謗（ひぼう） - 仏法を謗（そし）り悪口を言うこと。
- 軽善（きょうぜん） - 仏法の善を信受する者を軽く見る・蔑視すること。
- 憎善（ぞうぜん） - 仏法の善を信受する者を憎むこと。
- 嫉善（しつぜん） - 仏法の善を信受する者に対して妬みを抱くこと。
- 恨善（こんぜん） - 仏法を信受する者に対して恨みを抱くこと。